# Complementador
Un complementador (o complementante) es un término usado en lingüística (especialmente en gramática generativa) para referirse a una palabra o morfema que sirve para conectar un complemento sintáctico. Es una categoría gramatical ("parte de la oración") o categoría funcional similar al concepto de conjunción subordinante de la gramática tradicional. Por ejemplo, la palabra que generalmente introduce oraciones subordinadas en español es que: Juan cree que mañana será tarde. El término "complementador" fue introducido por primera vez por Rosenbaum (1967).

## Introducción
Modernamente se considera que el complementador (abreviado C) es el núcleo sintáctico de un constituyente llamado sintagma complementante (SC) formado tanto por el complementador (núcleo) como por la oración introducida por el mismo (complemento obligatorio del complementante). La conjetura de que existe un componente sintáctico específico como el sintagma complementante permite explicar ciertos hechos empíricos sobre cómo funcionan las partículas complementantes en diversas lenguas (ver #Hechos explicados por el SC).
En las lenguas de núcleo inicial, como el español, las subordinadas se introducen mediante una partícula que precede a la oración subordinada; en cambio en lenguas de núcleo final como el coreano o el japonés las oraciones subordinadas tienen un elemento al final de la misma que las marca como subordinadas. El hecho de que la partícula que marca la subordinada siga el orden típico de los núcleos sintácticos en casi todas las lenguas sugiere fuertemente, entre otros argumentos, que funcionan como usualmente lo hace un núcleo sintáctico.
Es frecuente que los complementadores de una lengua se desarrollen históricamente a partir de otras categorías (un proceso llamado gramaticalización). Entre las lenguas del mundo es particularmente frecuente que los complementadores provengan de:
- Determinantes, por ejemplo en inglés that deriva del determinante homófono.
- Interrogativos, es el caso de algunos complementantes en español.
- Preposiciones.

Históricamente se conoce que los complementadores de muchas lenguas provienen de otras categorías sintácticas mediante un proceso de gramaticalización que los vacía de su función original y los convierte en elementos puramente gramaticales (y generalmente obligatorios). Frecuentemente los complementantes derivan de determinantes (e.g, inglés that, náhuatl clásico in, etc.) Otra que categoría que frecuentemente se gramaticaliza como complementadores son los interrogativos, como es el caso de los complementadores de las lenguas románicas y algunos complementadores del inglés. Finalmente en algunas lenguas de África oriental y Asia meridional, los complementadores derivan históricamente de formas asociadas al verbo 'decir' (por esa razón a veces en esas lenguas algunos complementadores se llaman simplemente "cuotativos").

## Sintagma complementante (SC)
La introducción del sintagma complementante tiene varias aplicaciones y ha permitido explicar varios hechos sintácticos difícilmente explicables de manera alternativa entre ellos:
1. El sintagma complementante permite explicar qué función sintáctica realiza el nexo subordinante de algunas oraciones subordinadas (de hecho, es el núcleo sintáctico de dicho sintagma), y aclara la estructura sintáctica de las mismas.
2. El sintagma complementante permite explicar por qué en oraciones interrogativas, exclamativas e imperativas de muchas lenguas el orden de sujeto y verbo aparece invertido (para ello basta postular que en una oración enunciativa el complementante debe estar ocupado y que el verbo conjugado es quien debe ascender a esa posición).
3. El sintagma complementante permite explicar los hechos relativos a la posición de orden de las lenguas V2 como el alemán o el holandés. Si se postula que en esas lenguas la posición de núcleo del sintagma complementante no puede quedar vacía y que en caso de estar vacía el verbo finito debe ascender hasta ocupar esa posición (para que no quede vacía) se da cuenta adecuada del comportamiento de los verbos finitos, frente a los verbos no finitos (que van al final de la oración). Por otra parte, en una oración subordinada de estas lenguas el orden sintáctico es diferente, puesto que en ellas el sintagma complementante ya está ocupado por un complementante, lo cual explica que el verbo finito en ellas no pueda ocupar una posición ya ocupada y resulte un orden diferente.

## Hechos explicados por el SC

### Oraciones interrogativas
En español como en muchas otras lenguas indoeuropeas se aprecian cambios de orden claros en el orden de constituyentes sintácticos entre una oración enunciativa y una oración interrogativa con los mismos elementos:
(1a) Esos dos tipos están hablando de Antonio
(1b) ¿De quién te parece a ti que están hablando esos dos tipos?
Un cambio similar aunque con menos componentes desplazados se da en las interrogativas totales:
(2a) Juan devolvió el libro
(2b) ¿Devolvió Juan el libro?
Esos cambios de orden pueden explicarse como el resultado de movimientos sintácticos en los que el elemento por el cual se pregunta se desplaza a la posición de núcleo del sintagma complementante y el verbo (cuando es posible el desplazamiento) se desplaza a la posición de núcleo complementante.

### Oraciones de relativo
En muchas lenguas muchas oraciones de relativo son introducidas obligatoriamente por un pronombre relativo que siempre ocupa la posición más alta posible en el árbol sintáctico de dicha oración. Dada la diversidad de funciones que puede asumir ese relativo (sujeto, objeto, adjunto verbal), lo rígido de su posición sólo es explicable si se asume que dicho relativo debe obligatoriamente asumir una posición sintáctica fija y con independencia de su papel temático o argumental debe ocupar dicha posición. Muchos autores postulan que ese relativo ocupa una posición dentro del sintagma complementante, razón que explicaría que apareciera al principio. 
El análisis de las oraciones de relativo como sintagmas complementantes también es aplicable a las lenguas en las que las oraciones de relativo son introducidas por una partícula invariable (aunque en este caso el análisis no explica tantos hechos).
En español parece que el sintagma complementante se requiere para explicar la posición dislocada de los pronombres interrogativos, exclamativos y relativos. Una oración principal que no sea enunciativa requiere que el sintagma complementante esté ocupado. Lo que explica que en ellas la primera posición frecuentemente no sea un sujeto.

### Lenguas V2
La posición del verbo finito en una oración del alemán y la posición en la que aparece el sujeto según la posición preverbal esté o no ocupada sugiere, que en alemán los verbos finitos se desplazan a la posición de núcleo complementante siempre que este no esté ya ocupado. Y además cuando el verbo se desplaza a la posición de núcleo complementante algún otro elemento, usualmente el sujeto se desplaza a la posición de especificador del sintagma complementante. La regla en alemán sería que las posiciones de núcleo complementante y especificador del mismo no pueden quedar vacías, esa simple regla explicaría la peculiar sintaxis como lengua V2 del alemán. El holandés, el islandés y de hecho la mayor parte de lenguas germánicas, con la importante excepción del inglés, son lenguas V2.
Los siguientes ejemplos relativamente simples de oraciones enunciativas del alemán ilustran las restricciones de orden de las lenguas V2:
(1) Johann kaufte [ein Buch]
NProp comprar.PAS un libro
'Juan compró un libro'
(2) [Ein Buch] kaufte ich
un libro comprar.PAS 1ªSG
'(yo) Compré un libro'
Obsérvese que en estos dos casos en la segunda posición sintáctica aparece un verbo ("ein Buch" aunque son dos palabras forman un único sintagma). Los órdenes sintácticos de las dos oraciones anteriores en la hipótesis del sintagma complementante mediante las siguientes árboles sintácticos:

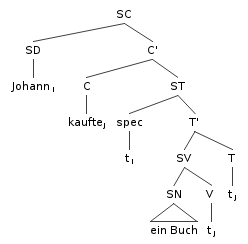
Árbol de sintaxis para una oración en alemán que muestra la regla V2 para verbos finitos.

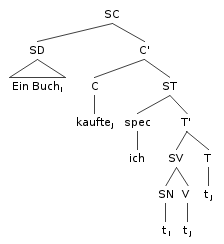
Árbol de sintaxis para una oración en alemán que muestra la regla V2 para verbos finitos.

donde ti y tj indica la posición de huellas sintácticas dejadas por el movimiento sintáctico de los argumentos desde sus posiciones naturales en la estructura profunda a las posiciones de la estructura superficial.

### Partículas del griego antiguo
El griego antiguo posee un cierto número de partículas conectivas que unen una oración a la precedente, de manera bastante frecuentemente. Estas partículas tienen a veces muy poca significación léxica y frecuentemente en sus equivalentes en español no se traducen por ninguna palabra, por lo que hasta cierto punto parecen prescindibles semánticamente. De hecho lo que en griego son oraciones compuestas en que la subordinada es introducida por una de estas partículas sus traducciones en español se realiza mediante oraciones coordinadas.
Además su orden es muy rígido y requieren aparecer siempre tras la primera palabra de la oración (algo que hace sospechar de la existencia de una restricción del tipo de las que existe en las lenguas V2). Las restricciones de orden y su carácter obligatorio pueden quedar explicadas si se asumen que en griego clásico la posición de complementador ciertas oraciones subordinadas consecutivas, concesivas, causativas o finales debe estar ocupada para indicar su relación con la oración principal y que dicha posición es ocupada por estas partículas que están en la posición de complementador, estando la primera palabra de la oración que las precede en la posición de especificador del sintagma complementante. Algunos ejemplos de estas partículas son:
- δέ (dé) que se usa normalmente para conectar una secuencia de oraciones, donde el español evitaría simplemente cualquier partícula y yuxtapondría las oraciones. Ejemplo:
Abraàm egénnēsen tòn Isaak, Isaak dè egénnēsen tòn Iakōb, Iakōb dè egénnēsen tòn Ioúdan ...
'Abraham engendró a Isaac, Isaac engendró a Jacob, Jacob engendró a Judá ...'
hymeîs endoxoi, hemeîs dè atimoi
'Tú [eres] famoso, [mientras que] nosotros [estamos] sin honor'
- γάρ (gár) introduce una causa o razón de lo anteriormente citado, que se traduce generalmente 'en cuanto a'. Ejemplo:
tímios ho gámos ... pórnous gàr kaí moikhoùs krínei ho theós.
'el matrimonio [es] honorable .... (en cuanto a) dios juzgará a los fornicadores y los adúlteros'.

## Estructura refinada de la periferia izquierda

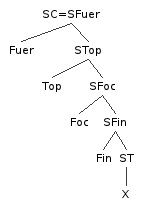
Representación como árbol sintáctico de la estructura interna del sintagma complementante o "periferia izquierda" de la oración de acuerdo con Rizzi (1997).

Desde un estudio de 1997 de Luigi Rizzi, se tiende a señalar una estructura del sintagma complementante desarrollada en capas: fuerza ilocutiva, tópico, finitud. De acuerdo con esta propuesta el sintagma complementante en realidad consta de varios sintagmas anidados:
SC = [SFuerz [STop [SFoc [STop [SFin ST ]]]]]
donde el sintagma de tópico (STop) puede repetirse, SFoc es el sintagma de foco y SFuerz un sintagma de fuerza ilocutiva encabezado por unos rasgos que permiten reconocer el tipo de fuerza ilocutiva de la oración (enunciativa, imperativa, interrogativa, exclamativa, etc).
De acuerdo con esta propuesta el "sintagma de fuerza ilocutiva" domina a todos los demás. En muchas lenguas, cuando la frase no es enunciativa, sino que es interrogativa, exclamativa o imperativa el SFuerz debe estar lleno obligatoriamente, así que en esas oraciones existe un movimiento sintáctico que llena necesariamente ese sintagma. Eso explica el orden especial que en muchas lenguas poseen ese tipo de oraciones con respecto a las oraciones simplemente enunciativas. El hecho de que la topicalización sea incompatible con la interrogación en muchas lenguas, queda explicado por el hecho de que el movimiento Qu- hacia el SFuerz está impedido si existe un elemento topicalizado.
Algunos autores han criticado el análisis de Rizzi sugiriendo que la estructura es ad hoc y sólo se basa en argumentos distribucionales criticables. También se ha señalado que las características [+foco] o [+tópico] que tendrían los núcleos de esos sintagmas no pueden ser propiedades léxicamente especificadas y son propiedades de la oración completa y no de un elemento particular. Sin embargo, sí parece generalmente aceptado que el llamado sintagma complementante podría ser en realidad un constituyente más complejo y estratificado de lo que inicialmente se propuso, y en ese sentido, la propuesta de Rizzi con independencia de sus detalles se considera vigente en lo esencial.

## Abreviatura
- SN sintagma nominal,
- SD sintagma determinante,
- SV sintagma verbal,
- N nombre, adjetivo o pronombre,
- V verbo,
- P preposición,
- C complemento,
- CP construcción preposicional
- D determinante